# Mohinder Singh Gill
Mohinder Singh Gill (ur. 12 kwietnia 1947) – indyjski lekkoatleta, specjalista trójskoku, dwukrotny medalista igrzysk azjatyckich i dwukrotny medalista igrzysk Brytyjskiej Wspólnoty Narodów, olimpijczyk.

## Kariera sportowa
Zdobył brązowy medal w trójskoku na igrzyskach Brytyjskiej Wspólnoty Narodów w 1970 w Edynburgu, przegrywając jedynie z Australijczykami Philem Mayem i Mickiem McGrathem. Zwyciężył w tej konkurencji na igrzyskach azjatyckich w 1970 w Bangkoku.
Na igrzyskach olimpijskich w 1972 w Monachium startował z niezaleczoną kontuzją. Odpadł w kwalifikacjach skoku w dal i trójskoku.
Zdobył złoty medal w trójskoku na mistrzostwach Azji w 1973 w Manili oraz srebrny medal w tej konkurencji na igrzyskach Brytyjskiej Wspólnoty Narodów w 1974 w Christchurch, przegrywając jedynie z Joshuą Owusu z Ghany, a wyprzedzając innego Ghańczyka Moise Pomaneya. Również na igrzyskach azjatyckich w 1974 w Teheranie zdobył srebrny medal w trójskoku.
Był akademickim mistrzem Stanów Zjednoczonych (NCAA) w trójskoku w 1970 i 1971 oraz halowym mistrzem NCAA w tej konkurencji w 1971.
W 1970 otrzymał nagrodę Arjuna Award.

## Rekordy życiowe
Rekordy życiowe Singha Gilla:
- skok w dal – 7,30 m (8 września 1972, Monachium)
- trójskok – 16,79 m (8 maja 1971, Fresno)